# Antarctomyces psychrotrophicus
Antarctomyces psychrotrophicus är en svampart som beskrevs av Stchigel & Guarro 2001. Antarctomyces psychrotrophicus ingår i släktet Antarctomyces och familjen Thelebolaceae.   Inga underarter finns listade i Catalogue of Life.